# گروبنوورست
گروبنوورست (به هلندی: Grubbenvorst) یک منطقهٔ مسکونی در هلند است که در هورست ان‌ده ماس واقع شده‌است. گروبنوورست ۴٬۷۹۰ نفر جمعیت دارد.